# Кумисбаев, Утеген Кумисбаевич
Утеген Кумисбаевич Кумисбаев (20.05.1939 - 28.06.2016) — востоковед-филолог, поэт, учёный, педагог, доктор филологических наук, профессор, общественный деятель, «Почетный гражданин» Кармакшинского и Жалагашского районов Кызылординского облисти.

## Биография
Родился 20 мая 1939 года в селе Мадениет Жалагашского района Кызылординской области. После окончания средней школы имени Г. Муратбаева работал литературоведом в районной газете. в 1963 году закончил филологический факультет Казахского государственного университета по специальности «преподаватель казахского языка и литературы». В 1974 году защитил кандидатскую диссертацию на тему «Турмагамбет Изтлеуов и его Рустем-Дастан» в Институте востоковедения АН СССР (Москва), в 1989 г. — докторскую диссертацию «Арабо-персидские и казахские литературные связи конца XIX и начала XX века» (Алматы). Утеген Кумысбаев скончался 28 июня 2016 года в Алматы.

## Трудовая деятельность
- 1963—1969 — литературный работник, заведующий отделом отделе пропаганды художественной литературы Союза писателей Казахстана, в газетах «Социалистический Казахстан» (ныне «Егемен Казахстан») и «Казахская литература».
- 1969—1974 — стажер-исследователь, аспирант Института востоковедения АН СССР в г. Москве.
- С 1974 г. и до конца жизни работал в КазНУ заведующим кафедрой и преподавателем ирановедения и индологии.

## Научная деятельность
Автор более 500 научных статей.
• Тұңғыш. Өлеңдер. А., «Жазушы», 1964;
• Алақан. Өлеңдер. А., «Жазушы», 1966;
• Менің кішкентай үйрегім. Өлеңдер. А., «Жазушы», 1968;
• Жапырақтар түсіп жатыр. Әңгімелер. А., «Жазушы», 1969;
• Ақбота. Өлеңдер. А., «Жазушы» 1972;
• Ақ шолпан. Өлеңдер, поэмалары., «Жазушы», 1974;
• Ауыл дап шыққан жол. Әңгімелер. «Жазушы», 1975;
• Горный кумыс. Стихи. М., «Советский писатель», 1976;
• Степная рапсодия. Стихи. М., «Советский писатель», 1983;
• Екі перне. Сын. А., «Жазушы», 1980;
• "Тұрмағамбет ізтілеуов және оның «Рүстем-Дастаны». Монография. А., «Наука», 1982;
• Ортақ арна. Сын. А., «Жазушы», 1985;
• Казахская поэзия и Восток. Монография. А., 2000;
• Иран әдебиетінің тарихы. Монография. А., 2002 и др.

## Награды и звания
1. Доктор филологических наук (1990)
2. Профессор
3. Академик гуманитарной Академии
4. Медаль «Ветеран труда» (1990)
5. Лауреат премии Союз журналистов Республики Казахстан (2000)
6. Нагрудный знак «За заслуги в развитии науки Республики Казахстан» (04.03.2003)
7. Медаль «Ахмет Байтұрсынов» (2008)
8. Лауреат премии имени «Ш.Кудайбердиева» (2008)
9. «Почетный гражданин» Кармакшинского и Жалагашского районов Қызылординского облисти
10. Медаль имени «Жалантоса батыра» (2010)
11. Медаль «75-лет КазНУ»